# Національний акваріум Мальти
Національний акваріум Мальти (мальтійською Akkwarju Nazzjonali ta' Malta) є найбільшим акваріумом на Мальтійських островах.
Він розташований у Каврі, у північній частині острова Мальта, і в ньому мешкає понад 175 видів різних тварин, включаючи риб, молюсків, рептилій і комах.

## Історія
Проєкт створення Національного акваріума на Мальті розпочався ще у 1993 році. Зрештою, перевагу було віддано місту Кавра, а не початковій ідеї побудувати його поблизу Марсаскали, оскільки воно є більш доступним для туристів і ближче до Бугібби та Сан-Пауль-іль-Бахар, де на той час бракувало місць для розміщення туристів.
Будівництво проєкту було профінансовано за допомогою Європейського Союзу (близько 49 % :26), і він був урочисто відкритий у жовтні 2013 року, через два роки після початку будівництва.

## Опис
Будівля, що за формою нагадує стилізовану морську зірку, розташована на набережній Кавра та обладнана деякими розважальними закладами для дітей та рестораном.
У 51 акваріумі представлено понад 250 видів риб, включно з тими, що мешкають у Середземномор'ї, а також деякими з інших частин світу. Серед них прісноводні та морські риби, медузи, рептилії, земноводні та комахи. Головний акваріум, діаметром 12 метрів, дає змогу відвідувачеві пройти під спеціальною галереєю і побачити морські види знизу.
Окрім риб і молюсків, на території також є тераріум з кількома акваріумами, в яких живуть рептилії, земноводні (жаби, хамелеони та змії) та екзотичні безхребетні тварини.
Акваріум є однією з найбільш відвідуваних туристичних визначних пам'яток Мальти, і це сприяло збільшенню кількості відвідувачів з-за кордону в останні роки. :20–22Серед видів, що містяться в Акваріумі, є, зокрема, екземпляри котячих акул, риб-клоунів, восьминогів і різних видів медуз, які містяться в спеціальних тематичних акваріумах.
2020 року у зв'язку з тимчасовим закриттям закладу, спричиненим поширенням пандемії COVID-19 на Мальті, на ньому було проведено роботи з технічного обслуговування та розширення.